# Rifugio Torrani
Il rifugio Maria Vittoria Torrani è un rifugio alpino dolomitico situato nel comune di Val di Zoldo nell'omonima valle, sul Pian della Tenda, nel versante est del monte Civetta, a 2.984 m s.l.m.

## Storia
Il rifugio è stato inaugurato nel 1938 dopo tre anni di lavori diretti dall'alpinista agordino Attilio Tissi, ed è dedicato all'alpinista milanese Maria Vittoria Torrani. Fu semidistrutto da un nubifragio nell'alluvione del 1966. Riaperto nel 1976, solo dal 1978 gode del collegamento della teleferica. L'aspetto attuale è quello dell'ultima ristrutturazione avvenuta nel 1991.

## Accessi
Il rifugio è sito lungo la via normale del Monte Civetta (a mezz'ora dalla vetta) e può essere raggiunto attraverso il Passo del Tenente, attrezzato, partendo da Pécol Vecchio (circa 6 h), da Casera della Grava (4 h) o dal Rifugio Sonino al Coldai (4-5 h). Sempre partendo dal Rifugio Coldai si può accedere al Torrani tramite la Via ferrata degli Alleghesi (5 h) deviando poco prima della vetta. Un'altra possibilità è di raggiungerlo dal Van delle Sasse (partendo dalla Capanna Trieste in Val Corpassa - 6 h - o dal Rifugio Vazzoler - 4 h) attraverso la difficile Via ferrata Attilio Tissi.